# فاليري كوفمان
فاليري (أو فاليريا) كوفمان (بالروسية: Валерия 'Валери' Кауфман; من مواليد 30 مايو 1994) عارضة أزياء روسية.

## روابط خارجية
- فاليري كوفمان على موقع دليل عارضات الأزياء (الإنجليزية)
- Valery Kaufman on Dom Models MAG.
- فاليري كوفمان في موديلز.كوم
- فاليري كوفمان على إنستغرام